# 間葉

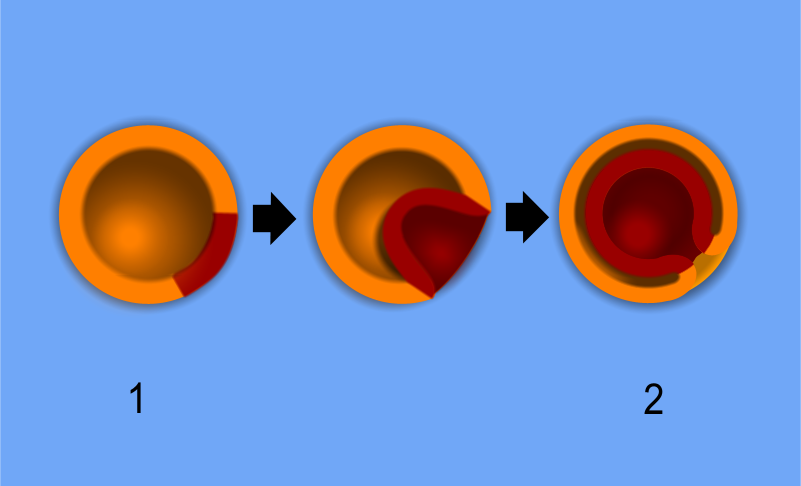
二胚葉動物の原腸陥入：（1）胞胚（2）原腸胚から胚芽層の形成。外胚葉細胞（オレンジ）の一部は内側に移動して内胚葉（赤）を形成する。

間葉（かんよう、英:Mesenchyme）または間葉系結合組織は、主として中胚葉から発生した胚内の未分化の疎性結合組織の一種である。間葉は、個体発生のごく初期に生じる非上皮性組織で、突起によって連絡し合って細網線維細胞および未分化細胞の緩やかな集合体とその間を満たす細胞間物質によって形態学的な特徴としている。
間葉細胞は、骨、軟骨、リンパ系、循環器系などの結合組織に発展することができる。

## 参考図書
- Maximow, Alexander A. and William Bloom (1930). Textbook of histology. Philadelphia: W. B. Saunders